# Didymictinae
Didymictinae («подвійні ласки») — вимерла підродина ссавців з вимерлої родини Viverravidae, яка мешкала з раннього палеоцену до середнього еоцену в Північній Америці та Європі.